# Frontenac (Gironde)
Pour les articles homonymes, voir Frontenac.
Frontenac est une commune du Sud-Ouest de la France, située dans le département de la Gironde, en région Nouvelle-Aquitaine.
Ses habitants sont appelés les Frontenacais.

## Géographie

### Localisation
Située dans l'Entre-deux-Mers, la commune est séparée de sa voisine Cessac par un ruisseau, l'Engranne, qui se jette, plus au nord, à Saint-Jean-de-Blaignac, dans la Dordogne.
Paysage mouvementé creusé par l'Engranne et ses petits affluents, avec une végétation diversifiée de bois, viticulture assez développée encore, le charme de l'Entre-deux-Mers.
La commune se trouve à 42 km au sud-est de Bordeaux, chef-lieu du département, à 25 km au nord-nord-est de Langon, chef-lieu d'arrondissement et à 10 km à l'est de Targon, chef-lieu de canton.

### Communes limitrophes
Les communes limitrophes sont Blasimon au nord-est, Sauveterre-de-Guyenne au sud-est, Daubèze au sud, Martres au sud-sud-ouest, Baigneaux au sud-ouest, Cessac au nord-ouest et Lugasson au nord.
|                   | Lugasson  | Blasimon              |
| Cessac            | Frontenac |                       |
| Baigneaux Martres | Daubèze   | Sauveterre-de-Guyenne |

### Climat
Pour des articles plus généraux, voir Climat de la Nouvelle-Aquitaine et Climat de la Gironde.
Historiquement, la commune est exposée à un climat océanique aquitain.  
En 2020, Météo-France publie une typologie des climats de la France métropolitaine dans laquelle la commune est exposée à un climat océanique et est dans la région climatique  Aquitaine, Gascogne, caractérisée par une pluviométrie abondante au printemps, modérée en automne, un faible ensoleillement au printemps, un été chaud (19,5 °C), des vents faibles, des brouillards fréquents en automne et en hiver et des orages fréquents en été (15 à 20 jours).
Pour la période 1971-2000, la température annuelle moyenne est de 12,9 °C, avec une amplitude thermique annuelle de 14,9 °C. Le cumul annuel moyen de précipitations est de 850 mm, avec 11,7 jours de précipitations en janvier et 6,6 jours en juillet. Pour la période 1991-2020, la température moyenne annuelle observée sur la station météorologique la plus proche, située sur la commune de Talence à 7,84 km à vol d'oiseau, est de 14,3 °C et le cumul annuel moyen de précipitations est de 884,0 mm,. Pour l'avenir, les paramètres climatiques de la commune estimés pour 2050 selon différents scénarios d’émission de gaz à effet de serre sont consultables sur un site dédié publié par Météo-France en novembre 2022.

## Urbanisme

### Typologie
Au 1er janvier 2024, Frontenac est catégorisée commune rurale à habitat dispersé, selon la nouvelle grille communale de densité à sept niveaux définie par l'Insee en 2022.
Elle est située hors unité urbaine et hors attraction des villes,.

### Occupation des sols

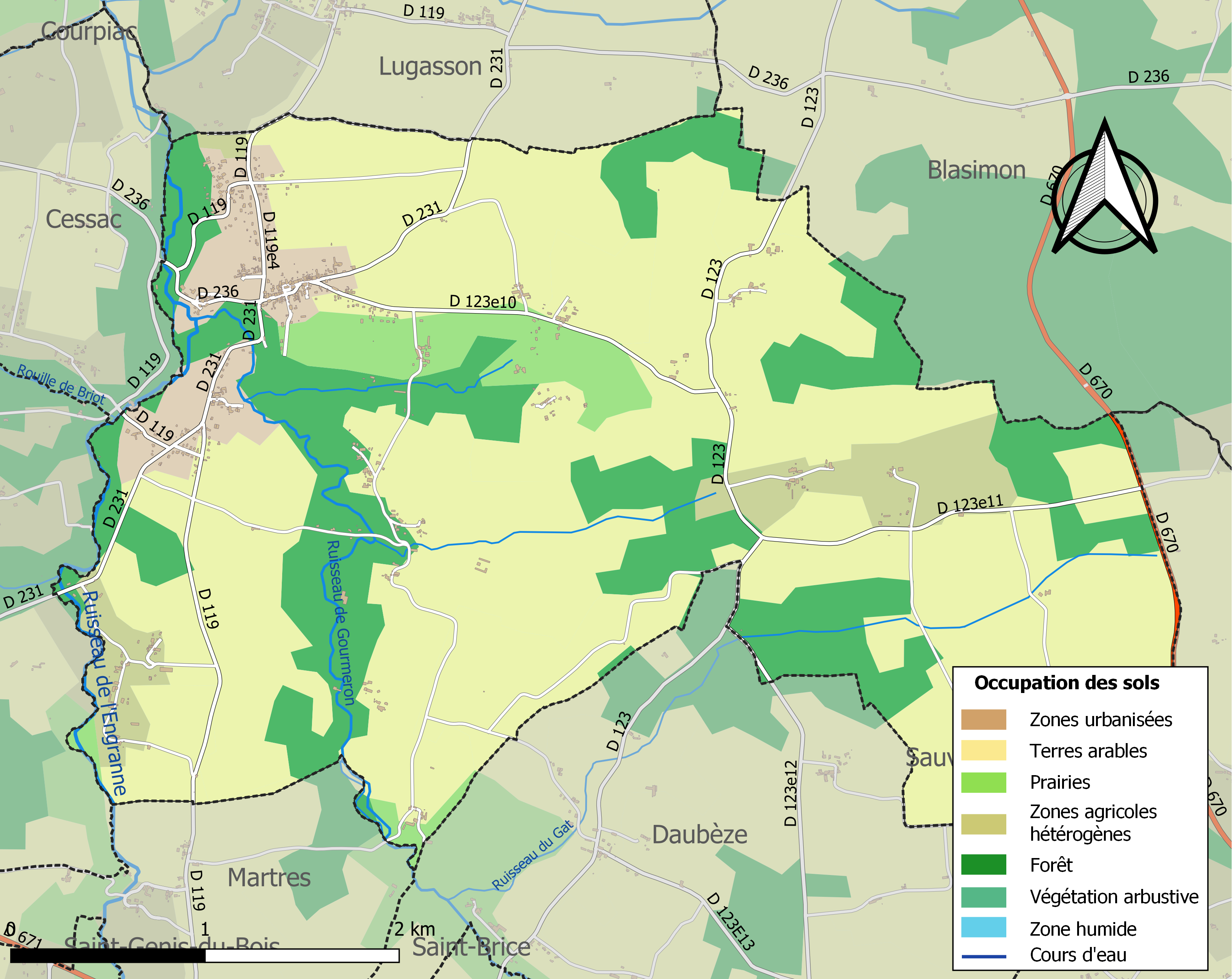
Carte des infrastructures et de l'occupation des sols de la commune en 2018 (CLC).

L'occupation des sols de la commune, telle qu'elle ressort de la base de données européenne d’occupation biophysique des sols Corine Land Cover (CLC), est marquée par l'importance des territoires agricoles (72,9 % en 2018), en diminution par rapport à 1990 (78,2 %). La répartition détaillée en 2018 est la suivante : 
cultures permanentes (48 %), forêts (21,9 %), terres arables (14,8 %), zones agricoles hétérogènes (5,5 %), zones urbanisées (5,2 %), prairies (4,6 %). L'évolution de l’occupation des sols de la commune et de ses infrastructures peut être observée sur les différentes représentations cartographiques du territoire : la carte de Cassini (XVIIIe siècle), la carte d'état-major (1820-1866) et les cartes ou photos aériennes de l'IGN pour la période actuelle (1950 à aujourd'hui).

### Voies de communication et transports
La principale voie de communication routière est la route départementale D231 qui traverse le village et mène vers le nord-nord-est à  Rauzan et vers le sud-ouest à la route départementale D671, ancienne route nationale 671 (Baigneaux, Bellebat puis Rauzan vers le nord-ouest et Saint-Brice et Sauveterre-de-Guyenne vers l'est-sud-est), (puis à Cantois ; la route départementale D236 qui mène vers l'ouest à Cessac et vers le nord-est à Blasimon ; vers l'ouest, les routes départementales D123e10 puis D123e11 mène vers Sallebruneau puis à la route départementale D670, ancienne route nationale 670 (Rauzan, Saint-Jean-de-Blaignac puis Libourne vers le nord et Sauveterre-de-Guyenne puis La Réole vers le sud).
L'accès à l'autoroute A62 (Bordeaux-Toulouse) le plus proche est le no 2, dit de Podensac, qui se situe à 25 km vers le sud-ouest.

L'accès no 1, dit de Bazas, à l'autoroute A65 (Langon-Pau) se situe à 39 km vers le sud.

L'accès le plus proche à l'autoroute A89 (Bordeaux-Lyon) est celui de l'échangeur autoroutier avec la route nationale 89 qui se situe à 25 km vers le nord-ouest.
La gare SNCF la plus proche est celle, distante de 21 km par la route vers le sud, de Caudrot sur la ligne Bordeaux-Sète du TER Nouvelle-Aquitaine. Sur la même ligne mais offrant plus d'opportunités de liaisons, la gare de La Réole se situe à 23 km par la route vers le sud-ouest et celle de Langon  à 25 km vers le sud-est.

La gare de Libourne sur la ligne TGV Atlantique Paris - Bordeaux, la ligne Intercités ligne Lyon - Bordeaux et le réseau TER Nouvelle-Aquitaine est distante de 27 km par la route vers le nord-ouest.

### Risques majeurs
Le territoire de la commune de Frontenac est vulnérable à différents aléas naturels : météorologiques (tempête, orage, neige, grand froid, canicule ou sécheresse), inondations, mouvements de terrains et séisme (sismicité très faible). Un site publié par le BRGM permet d'évaluer simplement et rapidement les risques d'un bien localisé soit par son adresse soit par le numéro de sa parcelle.
La commune a été reconnue en état de catastrophe naturelle au titre des dommages causés par les inondations et coulées de boue survenues en 1982, 1983, 1991, 1999 et 2009,.
Les mouvements de terrains susceptibles de se produire sur la commune sont des affaissements et effondrements liés aux cavités souterraines (hors mines). Par ailleurs, afin de mieux appréhender le risque d’affaissement de terrain, l'inventaire national des cavités souterraines permet de localiser celles situées sur la commune.

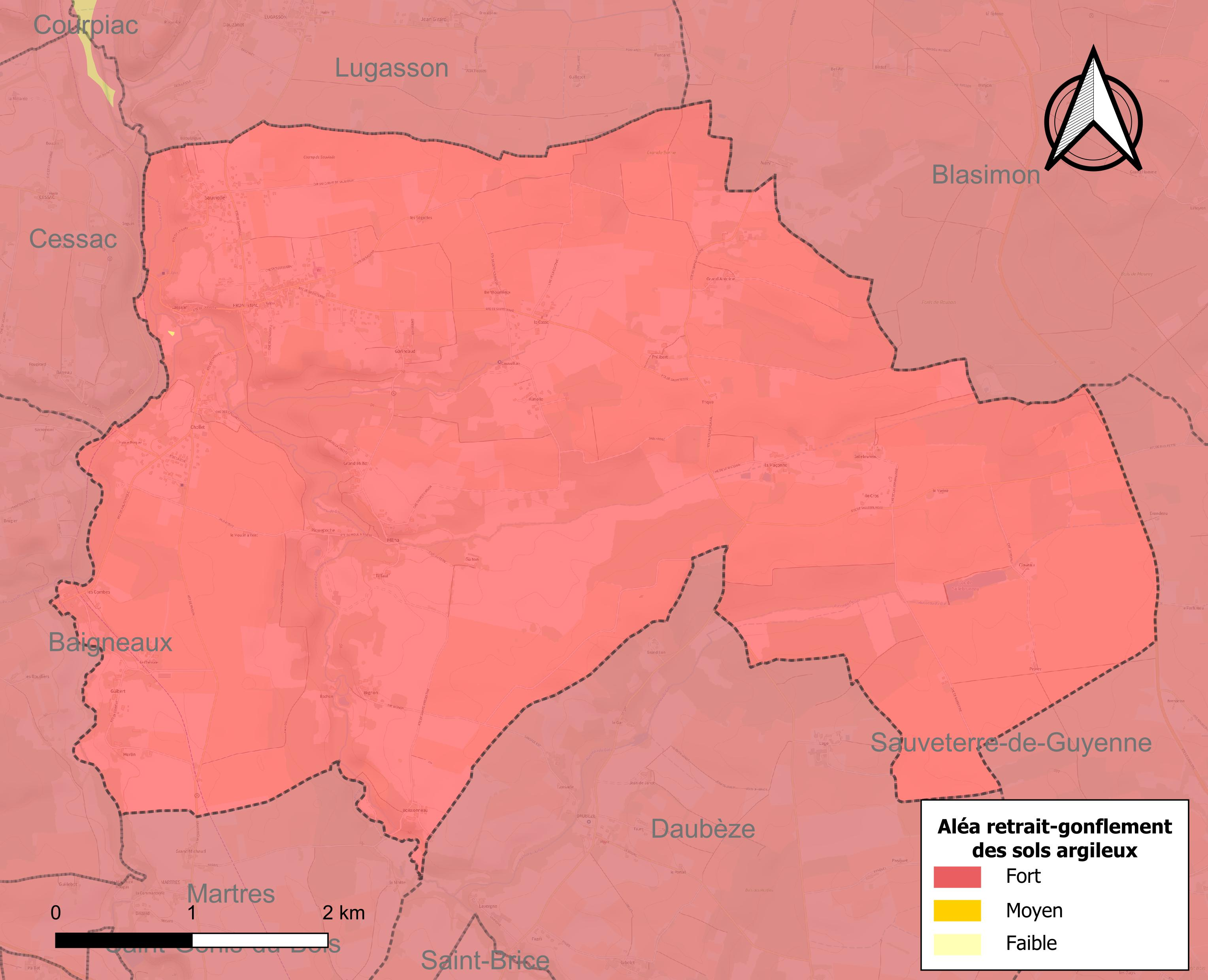
Carte des zones d'aléa retrait-gonflement des sols argileux de Frontenac.

Le retrait-gonflement des sols argileux est susceptible d'engendrer des dommages importants aux bâtiments en cas d’alternance de périodes de sécheresse et de pluie. La totalité de la commune est en aléa moyen ou fort (67,4 % au niveau départemental et 48,5 % au niveau national). Sur les 397 bâtiments dénombrés sur la commune en 2019, 397 sont en aléa moyen ou fort, soit 100 %, à comparer aux 84 % au niveau départemental et 54 % au niveau national. Une cartographie de l'exposition du territoire national au retrait gonflement des sols argileux est disponible sur le site du BRGM,.
Par ailleurs, afin de mieux appréhender le risque d’affaissement de terrain, l'inventaire national des cavités souterraines permet de localiser celles situées sur la commune.
Concernant les mouvements de terrains, la commune a été reconnue en état de catastrophe naturelle au titre des dommages causés par la sécheresse en 2011 et 2017 et par des mouvements de terrain en 1999.

## Histoire
À la Révolution, la paroisse Notre-Dame de Frontenac forme la commune de Frontenac, la paroisse Saint-Jean de Sallebruneau forme la commune de Sallebruneau et la paroisse Sainte-Présentine, annexe de Saint-Sulpice de Daubèze, forme la commune de Sainte-Présentine,.
Après la Révolution et ses remaniements, administratifs et des fortunes privées, par la vente des biens nationaux, l'identité de la commune faite du regroupement hésitant de plusieurs paroisses, s'est finalement établie dans son plan actuel.[pas clair] Ainsi, le 5 avril 1813, la commune de Sainte-Présentine est rattachée à celle de Sallebruneau.
L'économie au XIXe siècle a obtenu beaucoup d'une voie ferrée construite tout spécialement pour utiliser la pierre locale, très appréciée pour l'expansion de l'agglomération bordelaise, mais aussi les monuments et propriétés de la région, et y compris dans leurs réfections actuelles.
Au XXe siècle, comme dans d'autres communes avoisinantes, les carrières souterraines creusées dans le calcaire pour l'extraction de la pierre, ou dans ce but précis, ont permis une activité semi-industrielle de culture de champignons « de Paris ». À titre d'exemple, l'une de ces exploitations a employé avant les années 1970 jusqu'à 400 personnes. Cette culture est ensuite devenue rarissime en France et n'a donc laissé que des souvenirs, personne ne s'aventurant maintenant guère dans ces entrailles terrestres, qui permettent cependant la survie des chauve-souris, animaux souvent en voie de disparition.[pas clair]
La voie ferrée a été progressivement désaffectée dans les années 1960, et est devenue, à la satisfaction de tous[non neutre] une piste cyclable et piétonnière, dénommée piste Lapébie, presque embouteillée par les locaux et les touristes.
Le 13 juin 1965, la commune de Sallebruneau est rattachée à celle de Frontenac
L'évolution économique récente a diminué l'animation d'un bourg ayant comporté à son apogée d'activité jusqu'à 35 commerces ou artisanats.L'amélioration des communications avec Bordeaux par la route de Créon a cependant stoppé et même inversé l'exode rural.

## Politique et administration
| Période                                  | Période   | Identité       | Étiquette | Qualité   |
| ---------------------------------------- | --------- | -------------- | --------- | --------- |
| mars 2008                                | mars 2014 | Hervé Pauly    |           | Médecin   |
| mars 2014                                | En cours  | Josette Mugron | PCF       | Retraitée |
| Les données manquantes sont à compléter. |           |                |           |           |

## Démographie
L'évolution du nombre d'habitants est connue à travers les recensements de la population effectués dans la commune depuis 1793. Pour les communes de moins de 10 000 habitants, une enquête de recensement portant sur toute la population est réalisée tous les cinq ans, les populations de référence des années intermédiaires étant quant à elles estimées par interpolation ou extrapolation. Pour la commune, le premier recensement exhaustif entrant dans le cadre du nouveau dispositif a été réalisé en 2007.

En 2022, la commune comptait 785 habitants, en évolution de +5,51 % par rapport à 2016 (Gironde : +6,91 %, France hors Mayotte : +2,11 %).
| 1793 | 1800 | 1806 | 1821 | 1831 | 1836 | 1841 | 1846 | 1851 |
| ---- | ---- | ---- | ---- | ---- | ---- | ---- | ---- | ---- |
| 540  | 519  | 451  | 537  | 544  | 538  | 544  | 532  | 514  |

| 1856 | 1861 | 1866 | 1872 | 1876 | 1881 | 1886 | 1891 | 1896 |
| ---- | ---- | ---- | ---- | ---- | ---- | ---- | ---- | ---- |
| 545  | 598  | 642  | 661  | 670  | 632  | 640  | 622  | 834  |

| 1901 | 1906 | 1911 | 1921 | 1926 | 1931 | 1936 | 1946 | 1954 |
| ---- | ---- | ---- | ---- | ---- | ---- | ---- | ---- | ---- |
| 708  | 717  | 685  | 604  | 632  | 636  | 578  | 573  | 604  |

| 1962 | 1968 | 1975 | 1982 | 1990 | 1999 | 2006 | 2007 | 2012 |
| ---- | ---- | ---- | ---- | ---- | ---- | ---- | ---- | ---- |
| 624  | 729  | 669  | 640  | 687  | 650  | 694  | 699  | 766  |

| 2017 | 2022 | - | - | - | - | - | - | - |
| ---- | ---- | - | - | - | - | - | - | - |
| 731  | 785  | - | - | - | - | - | - | - |

## Lieux et monuments
- La commanderie de Sallebruneau, ancienne commanderie hospitalière située à l'est du village, inscrite au titre des monuments historiques en 1987[26].
- Église Notre-Dame inscrite au titre des monuments historiques en 1925 pour sa façade[27].
- Église Sainte-Présentine du XIIe siècle, ancienne église de la commune absorbée de Sallebruneau et dont il ne reste que les murs, inscrite au titre des monuments historiques en 1987[28].

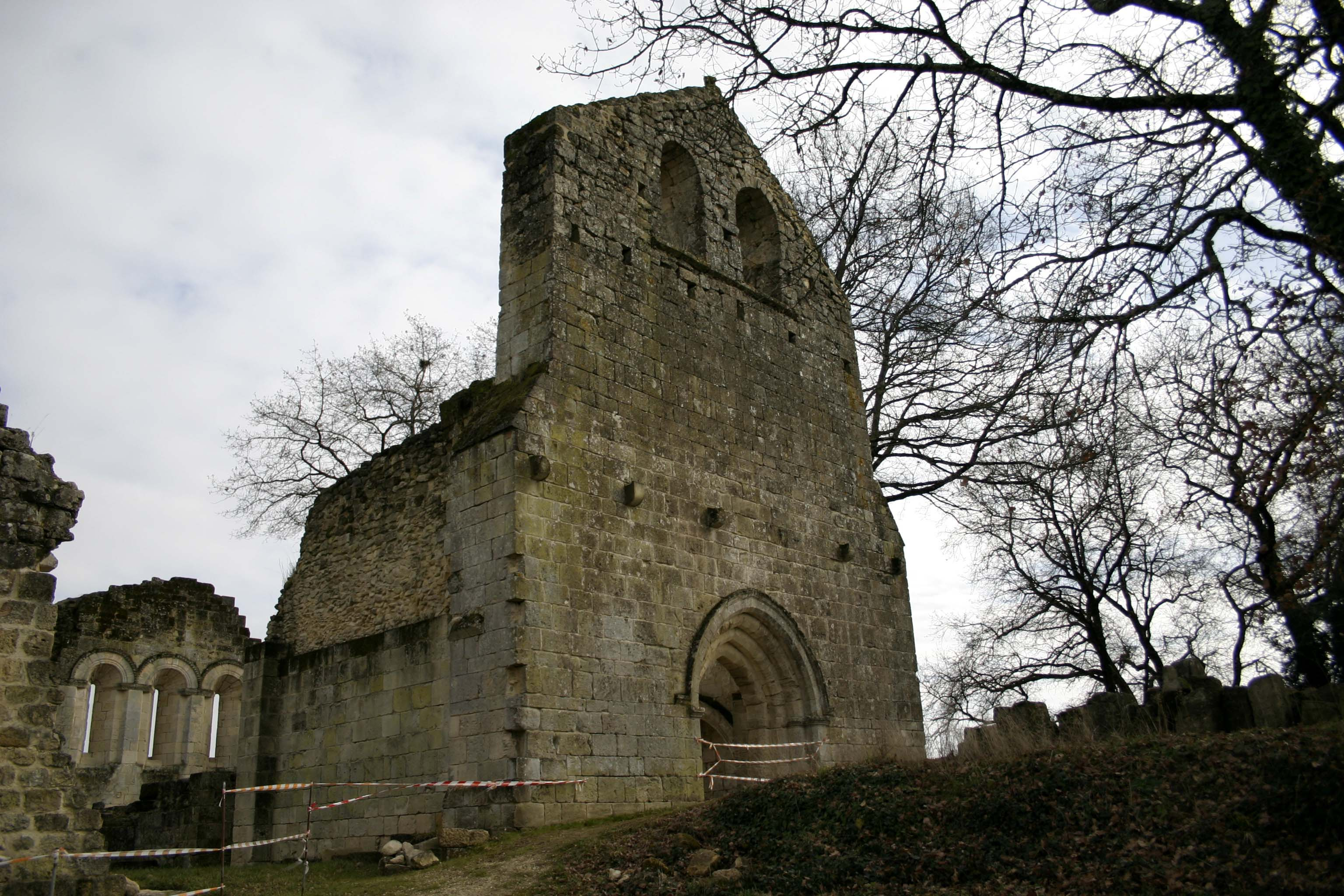
La commanderie de Sallebruneau (oct. 2012).
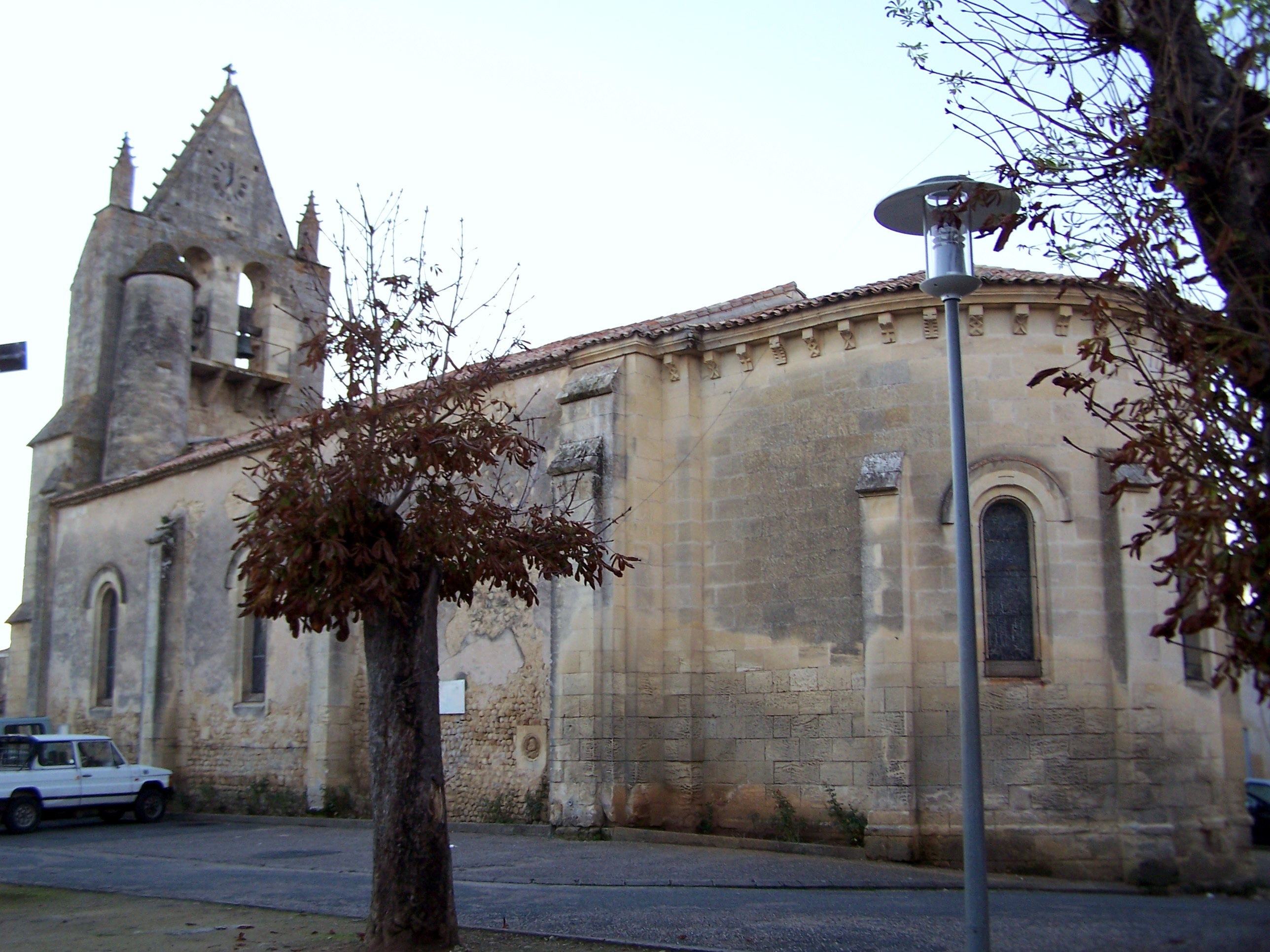
L'église Notre-Dame (oct. 2012).
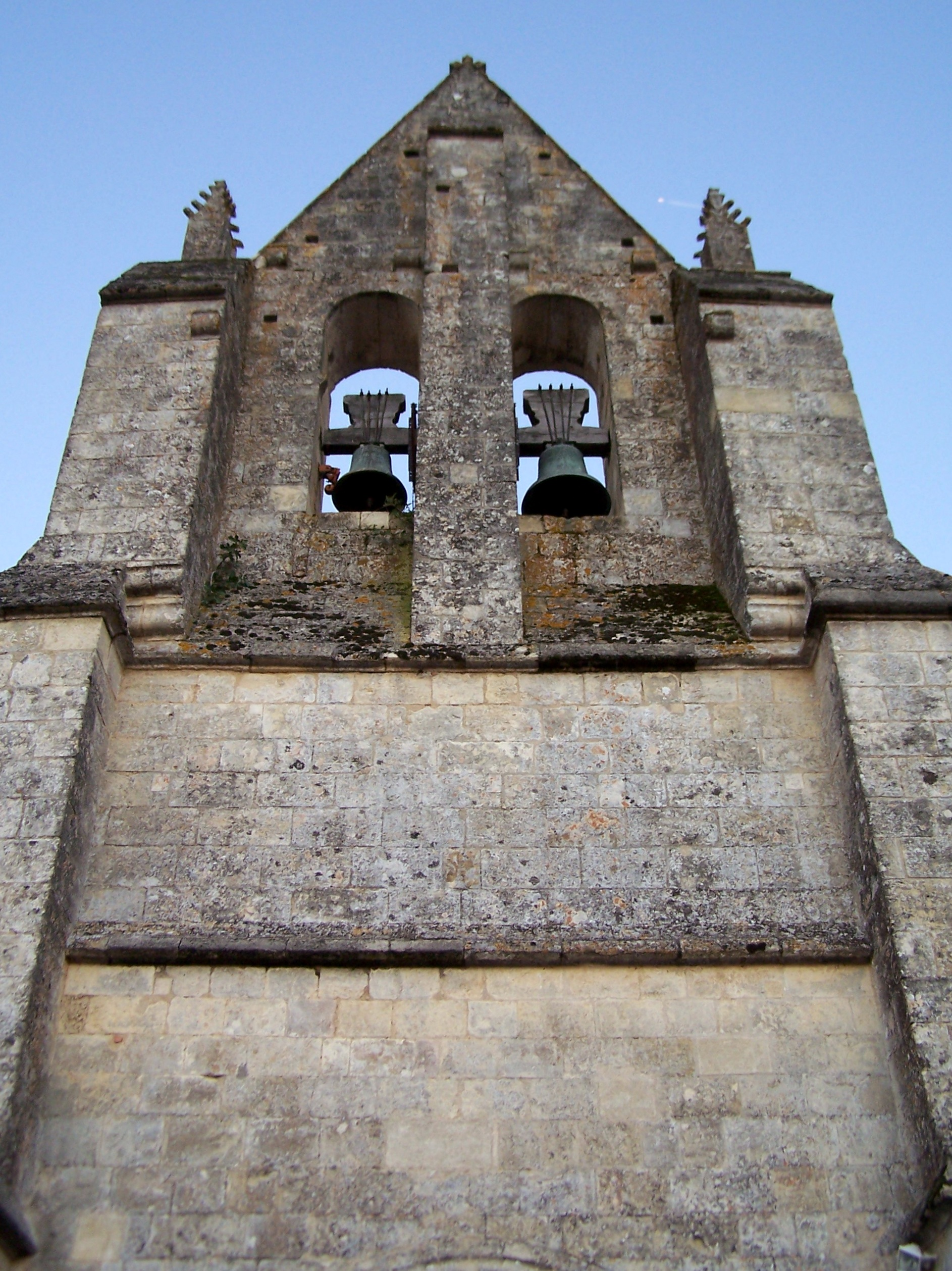
Façade à l'ouest et clocher-mur (oct. 2012).
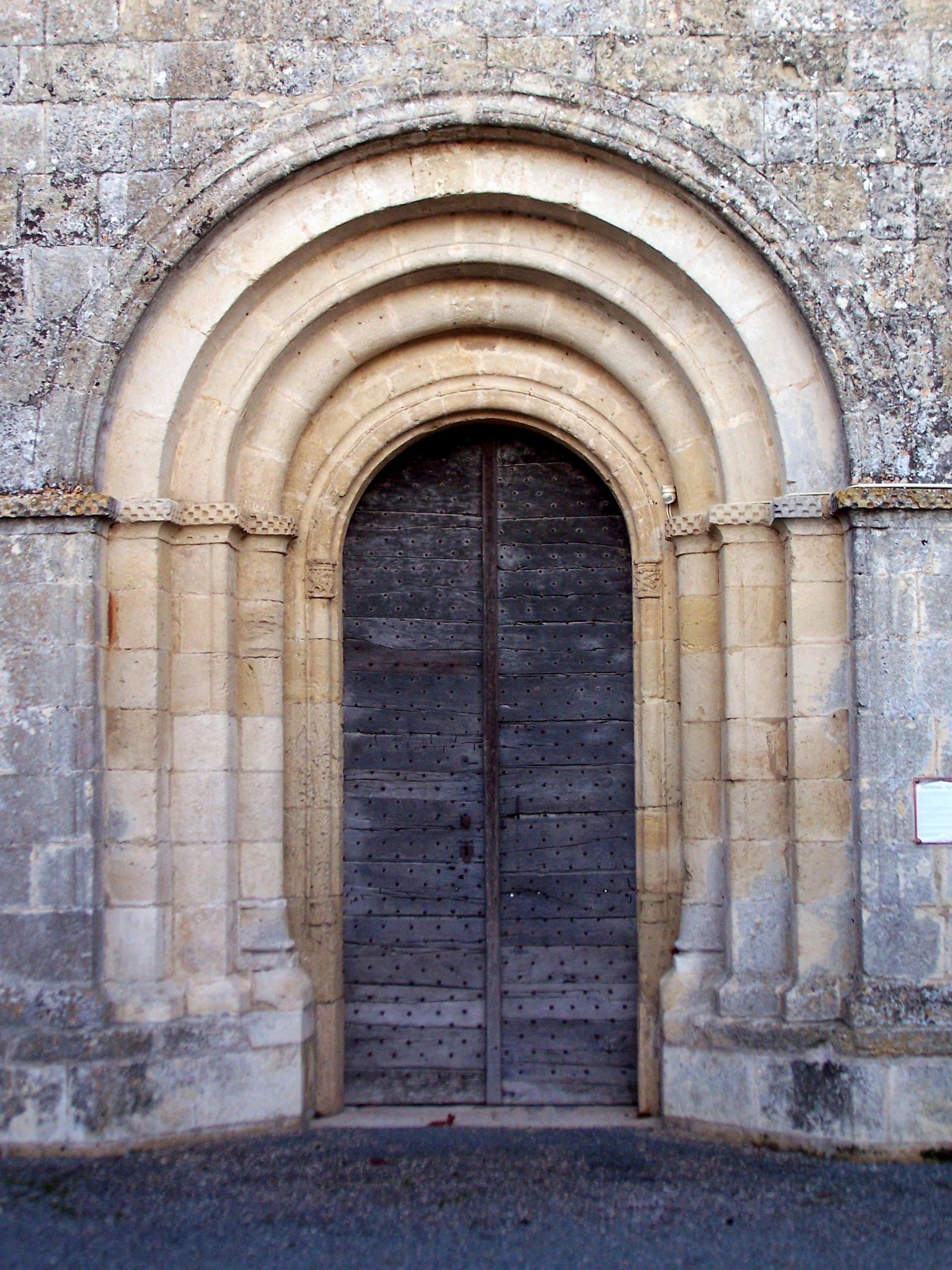
Le portail (oct. 2012).
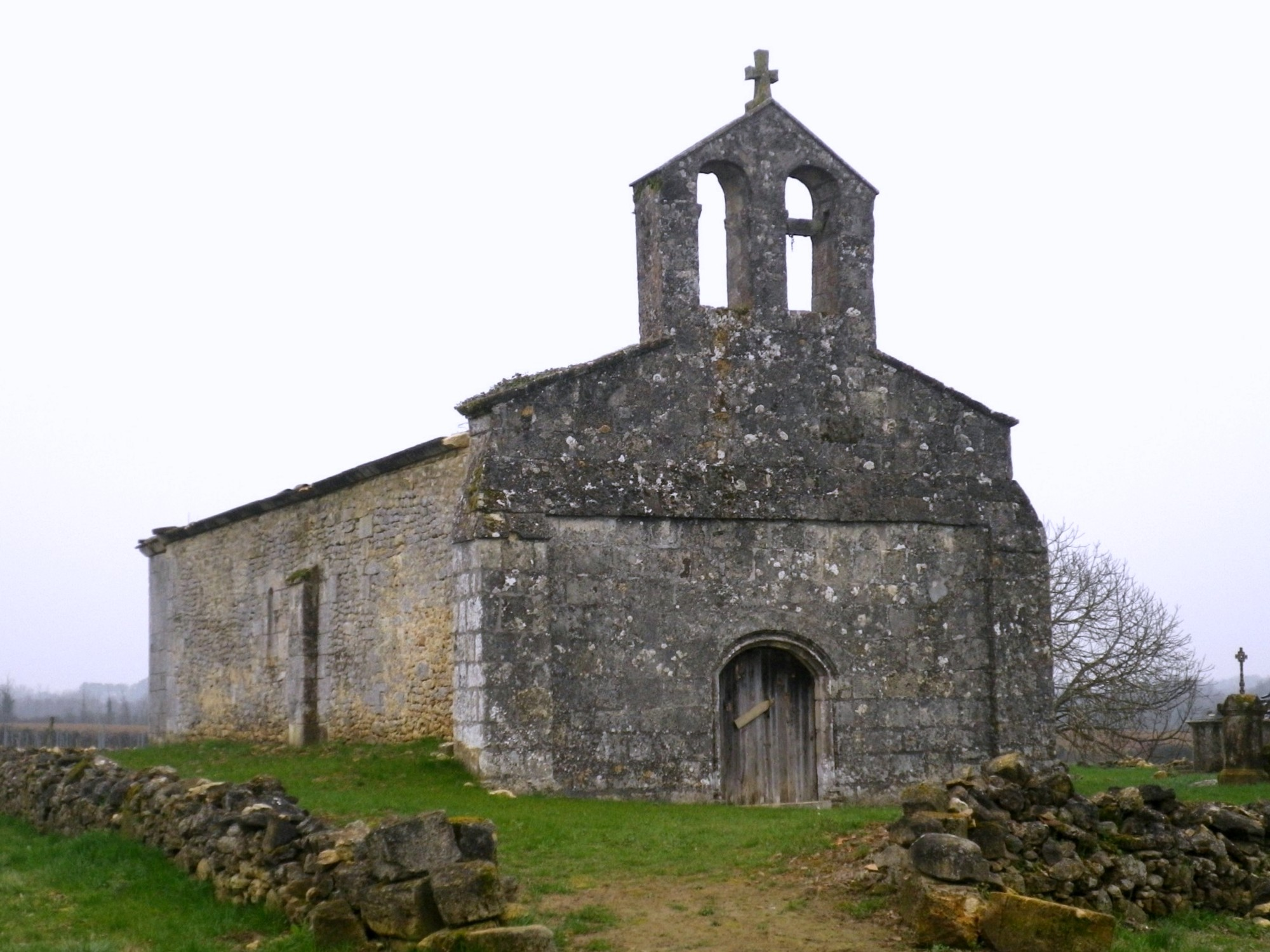
L'église Sainte-Présentine (mars 2012).
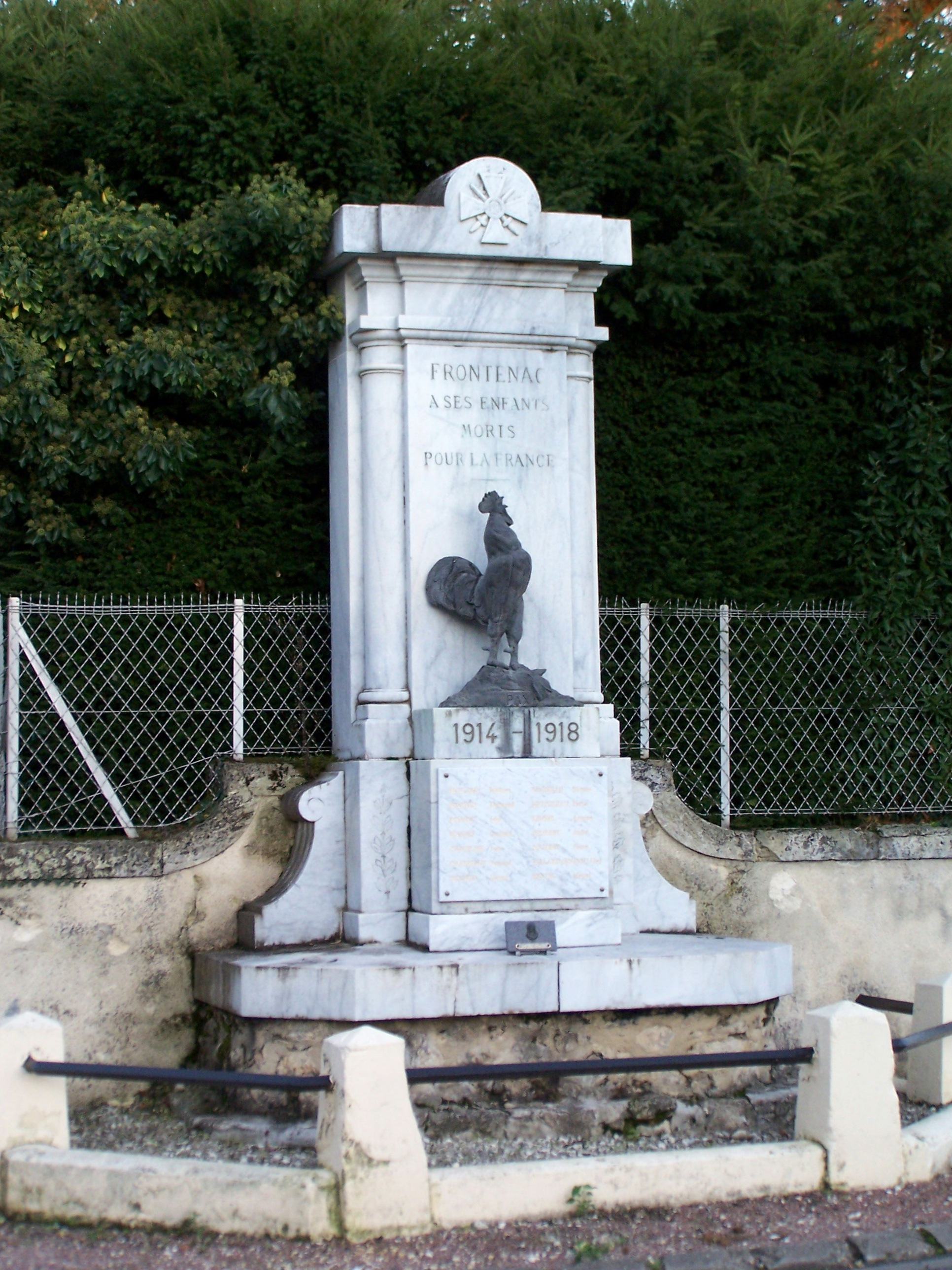
Le monument aux morts de Frontenac (oct. 2012).
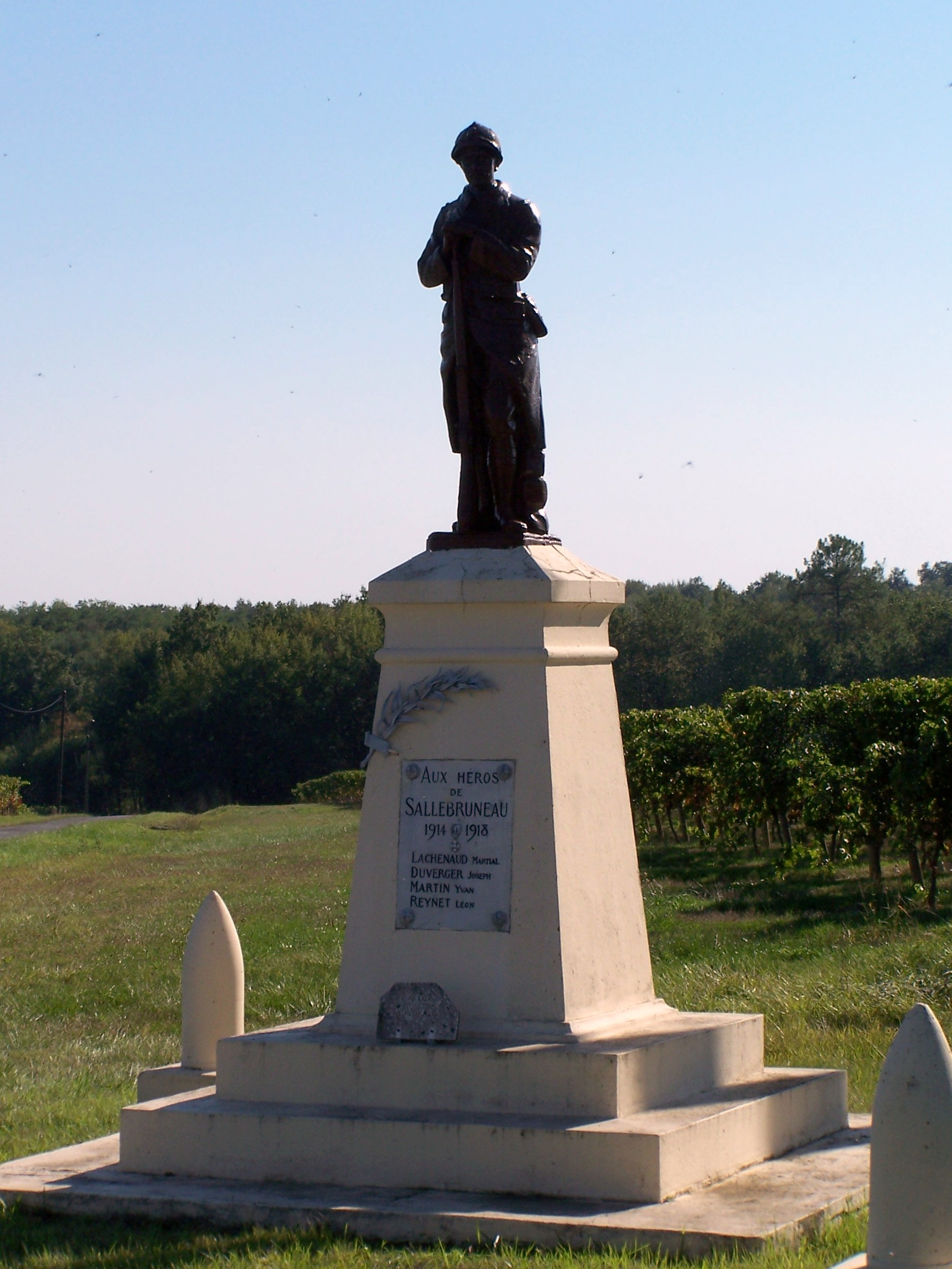
Le monument aux morts de Sallebruneau (oct. 2012).

## Personnalités liées à la commune
- Jean Vialard-Goudou (1902-1970), Compagnon de la Libération[29]

## Activités de loisir
Mur d'escalade aménagé sur la paroi d'une ancienne carrière.
Etape du cyclo-festival Ouvre La Voix.